# لاري ودال
لاري ودال (بالإنجليزية: Larry Woodall)‏ هو لاعب كرة قاعدة أمريكي، ولد في 26 يوليو 1894 في ستونتون في الولايات المتحدة، وتوفي في 16 مايو 1963 في كامبريدج في الولايات المتحدة.

## وصلات خارجية
- لاري ودال على موقعبيزبول رفرنس.كوم (الدوري الرئيسي) (الإنجليزية)
- لاري ودال على موقعبيزبول رفرنس.كوم (الدوري الثانوي) (الإنجليزية)